# La Casquette du père Bugeaud

La Casquette du père Bugeaud est un chant militaire de l'Armée d'Afrique écrit en 1846. Cet air  que les Zouaves avaient adopté comme chant servit très longtemps d'indicatif aux informations de Radio Alger.

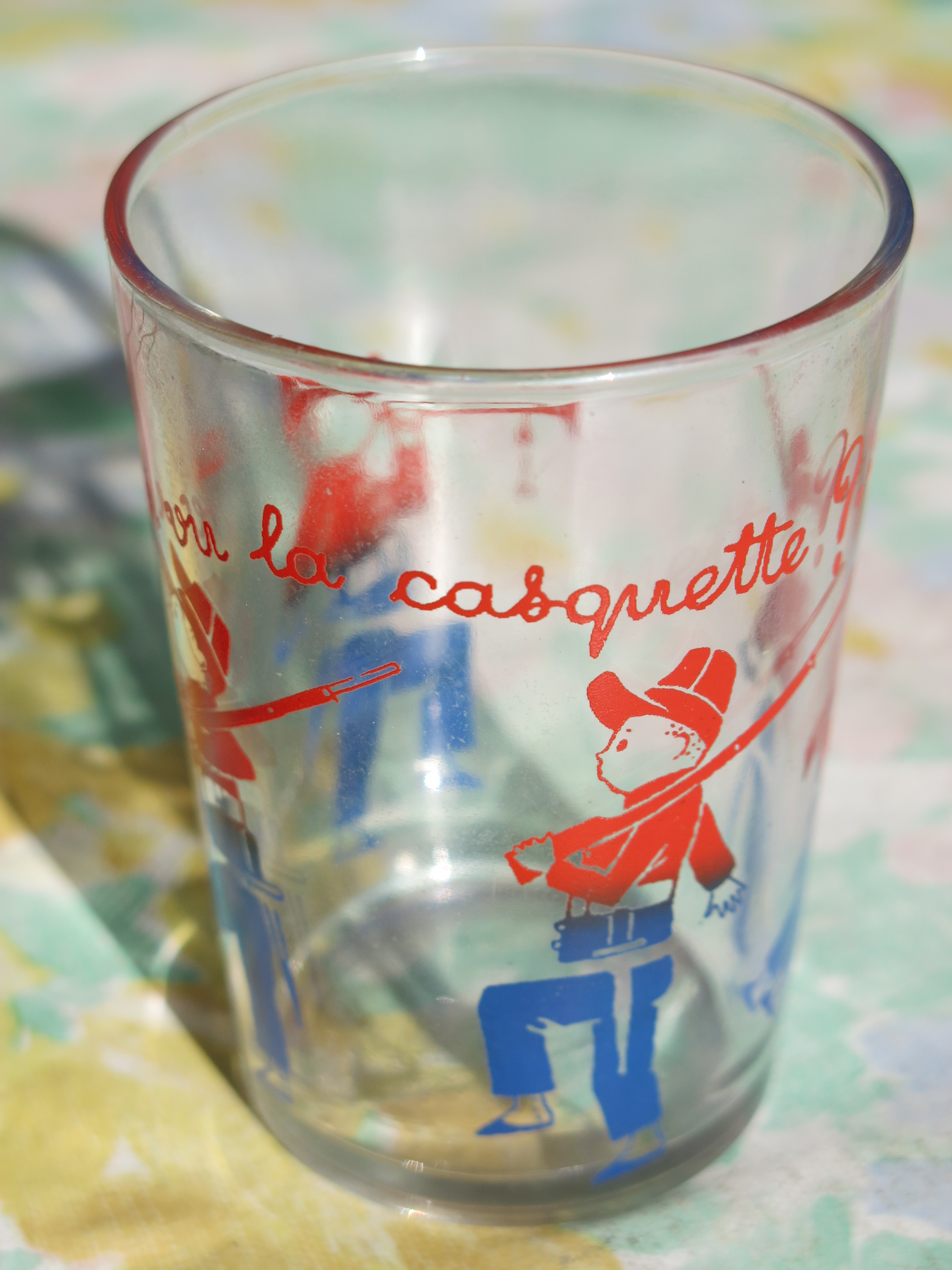
Verre avec des paroles de la chanson "L'as tu vu la casquette du père Bugeaud". France années 1960. Le soldat sur le verre porte l'uniforme des fantassins à la fin du XIXe siècle porté jusqu'au début de la guerre de 1914 (pantalon garance).

## Histoire
L'origine de cette dénomination a été racontée comme suit en 1855 par le duc d'Aumale, dans son ouvrage Les zouaves et les chasseurs à pied : esquisses historiques : 
« Une nuit, une seule nuit, leur vigilance fut en défaut, et les réguliers de l'émir, se glissant au milieu de leurs postes, vinrent faire sur le camp une décharge meurtrière. Le feu fut un moment si vif, que nos soldats surpris hésitaient à se relever; il fallut que les officiers leur donnassent l'exemple. Le maréchal Bugeaud était arrivé des premiers; deux hommes qu'il avait saisis de sa vigoureuse main tombent frappés à mort. Bientôt cependant l'ordre se rétablit, les zouaves s'élancent et repoussent l'ennemi. Le combat achevé, le maréchal s'aperçut, à la lueur des feux du bivouac, que tout le monde souriait en le regardant : il porte la main à sa tête, et reconnaît qu'il était coiffé d'un simple bonnet de coton, comme le roi d'Yvetot de Béranger. Il demande aussitôt sa casquette, et mille voix de répéter : « La casquette, la casquette du maréchal ! » Or cette casquette, un peu originale, excitait depuis longtemps l'attention des soldats. Le lendemain, quand les clairons sonnèrent la marche, le bataillon de zouaves les accompagna, chantant en chœur :

As-tu vu la casquette, la casquette,

As-tu vu la casquette au père Bugeaud ?

Depuis ce temps, la fanfare de la marche ne s'appela plus que la casquette, et le maréchal, qui racontait volontiers cette anecdote, disait souvent au clairon de piquet : « Sonne la casquette. » »

## Paroles
As tu vu la casquette, la casquette,
As tu vu la casquette au père Bugeaud?
Elle est faite la casquette, la casquette,
Elle est faite avec du poil de chameau.
As tu vu la casquette, la casquette,
As tu vu la casquett' au père Bugeaud?
Elle est faite la casquette, la casquette,
Elle est faite avec du poil de chameau.